# Bunomys
Genre
Bunomys est un genre de rongeurs de la sous-famille des Murinés, endémique des iles Sulawesi et Buton en Indonésie.

## Liste des espèces
Ce genre regroupe les espèces suivantes :
Selon MSW :
- Bunomys andrewsi (J. A. Allen, 1911)
- Bunomys chrysocomus (Hoffmann, 1887)
- Bunomys coelestis (Thomas, 1896)
- Bunomys fratrorum (Thomas, 1896)
- Bunomys penitus (Miller & Hollister, 1921)
- Bunomys prolatus Musser, 1991

Selon ITIS :
- Bunomys andrewsi (J. A. Allen, 1911)
- Bunomys chrysocomus (Hoffmann, 1887)
- Bunomys coelestis (Thomas, 1896)
- Bunomys fratrorum (Thomas, 1896)
- Bunomys heinrichi (Tate & Archbold, 1935) synonyme de Bunomys andrewsi (J. A. Allen, 1911) pour MSW
- Bunomys penitus (Miller & Hollister, 1921)
- Bunomys prolatus Musser, 1991